# إميل شنايدر
إميل شنايدر هو ممثل كندي، ولد في 30 مارس 1989 بغرانبي في كندا.

## وصلات خارجية
- إميل شنايدر على موقع IMDb (الإنجليزية)
- إميل شنايدر على موقع ألو سيني (الفرنسية)